# راهو
راهو (بالسنسكريتية: राहु) و(بالإنجليزية: Rāhu)‏، هو واحدة من تسعة أجرام سماوية رئيسية يُقال لها نافاغرها في النصوص الهندوسية، وأيضًا، هو ملك النيازك/الشهب. وعادة ما يقترن راهو مع كيتو، كوكب ظل آخر. ويسمى الوقت الذي يعتبر تحت تأثير راهوو (راهو كالا [الإنجليزية]) ويعتبر وقتًا مشؤومًا.